# Marie-poupée
Marie-poupée (deutsch: „Marie, die Puppe“) ist ein französisches Filmdrama mit André Dussollier aus dem Jahr 1976.

## Handlung
In einem ländlichen französischen Ort an der Dordogne in Charente-Maritime: Die 17-jährige Marie geht durch die Straßen und bleibt vor einem Puppenladen stehen. Claude, der Inhaber des Geschäfts, sieht sie durch das Schaufenster und ist sofort von ihrer ungewöhnlichen Schönheit und ihrer porzellangleichen Haut fasziniert. Er lädt sie zu sich in seine schlossartige Villa ein, um ihr seine Puppensammlung zu zeigen. Kurz darauf lernt Claude Maries Großeltern kennen, bei denen Marie nach dem Unfalltod ihrer Eltern aufgewachsen ist.
Marie, die in Claude ihren Traumprinzen gefunden zu haben glaubt, wird schließlich seine Frau. In einem Gasthof, in dem sie ihre Hochzeitsnacht verbringen, schenkt Claude seiner Braut ein rosafarbenes Kleid, das sie zusammen mit ihren schwarzen Stiefeln sofort anziehen soll. Er legt sie auf das Bett und will mit ihr ein Spiel spielen. Marie soll liegen bleiben und ihre Augen schließen. Während er im Badezimmer Wasser in die Wanne einlässt, beginnt er, sie auszuziehen; zunächst ihre Stiefel, dann ihr Kleid und zuletzt ihre Strümpfe. Als er fertig ist, trägt Claude Marie ins Badezimmer und wäscht sie sorgfältig in der Wanne. Danach bringt er sie zurück ins Bett und nimmt selbst ein Bad. Marie schläft derweil ein.
Als sie von ihrer Hochzeitsreise zurückkehren, zeigt Claude Marie ihr Zimmer, dass er in seinem Haus für sie eingerichtet hat. Er kleidet sie fortan wie seine Puppen und verhätschelt sie auch als solche. Als Claude auf Geschäftsreise muss und Marie im großen Haus nicht alleine bleiben will, kommt sie vorübergehend bei Claudes Freunden, Pierre und Ida Courtin, unter. Dort nimmt Marie ein Bad. Ida, eine Puppenmacherin, kommt zu ihr und setzt sich auf Maries Erlaubnis hin zu dem Mädchen in die Wanne. Als Claude nach zwei Tagen zurückkehrt, ist Marie überglücklich ihn wiederzusehen. Er ist jedoch zu müde, um ihr allabendliches Spiel zu spielen. Enttäuscht fängt Marie an zu weinen. Sie zieht sich an und geht schließlich zu Sergio, einem Bediensteten, der gerade dabei ist, die Schafe zu scheren.
Als Claude eines Abends seine Bekannten Marie-Paule und Georges mitbringt und Marie sie dreckig vom Schafstall begrüßt, wird Claude wütend. Weinend läuft Marie davon und geht zu Sergio, bei dem Claude sie daraufhin findet und sich bei ihr entschuldigt. Marie besucht Sergio fortan regelmäßig und er erzählt ihr Geschichten. Claude unterbindet derweil alle Annäherungsversuche seiner Frau, die sich zunehmend nach Zärtlichkeiten und körperlichem Kontakt sehnt. Als er erneut auf Geschäftsreise geht, trifft er in seiner Pension ein kleines Mädchen, das sich neugierig seine Puppen anschaut. Claude schenkt der Kleinen eine Puppe und legt sie auf sein Bett. Er will mit ihr ein Spiel spielen. Sie soll dabei die Augen schließen und nicht sprechen.
Marie, die aus Einsamkeit fast nur noch weint, geht unterdessen erneut zu Sergio. Charlot, ein alter Freund, ist bei ihm und sie trinken zusammen. Auf Sergios Wink hin setzt sich Marie auf seinen Schoß. Er gibt ihr einen Kuss und verabschiedet Charlot. Nun, da sie allein sind, zieht Sergio Marie das Kleid aus. Als er bemerkt, dass sie noch Jungfrau ist, fällt er plötzlich wild über sie her. Marie beginnt, sich zu wehren. Als er ungestüm in sie eindringt, greift Marie nach einem spitzen Werkzeug und sticht es ihm in die Seite. Sie rennt davon in den nächtlichen Regen. Dabei schlägt sie mit dem Kopf gegen den Ast eines Baums und fällt bewusstlos zu Boden. Als sie noch einmal zu sich kommt, erblickt sie Claudes prächtiges Haus.
Ein Mädchen läuft daraufhin die Straße entlang und bleibt vor dem Puppenladen stehen. Im Schaufenster ist eine Puppe, die wie Marie aussieht. Der Verkäufer sagt dem Mädchen, dass vielen bereits aufgefallen sei, wie lebendig die Puppe aussehe. Eine alte Frau habe sie eines Tages vorbeigebracht. Er dürfe die Puppe jedoch nicht verkaufen, da die Enkelin der Frau daran gestorben sei, wie eine Puppe sein zu müssen. Das Mädchen erwidert, dass es Puppen nicht leiden könne, und verlässt das Geschäft.

## Hintergrund
Der Film markiert das Leinwanddebüt der französischen Schauspielerin Fanny Ardant, die in einer Nebenrolle als Bekannte von Claude zu sehen ist. Mit Hauptdarsteller André Dussollier stand sie später mehrfach gemeinsam vor der Kamera, so zum Beispiel für die Alain-Resnais-Filme Das Leben ist ein Roman (1983), Liebe bis in den Tod (1984) und Mélo (1986) sowie für die Literaturverfilmung Die Auferstehung des Colonel Chabert (1994).
Am 25. August 1976 wurde Marie-poupée in Frankreich uraufgeführt. In Deutschland wurde der Film nicht veröffentlicht.

## Kritiken
„Marie-poupée ist Sérias bester Film“, meinte Le Cinématographe. Das Wochenmagazin Le Point bezeichnete den Film als „neues Kapitel der ‚sexuellen Psychopathie‘“, dem Regisseur Joël Séria „viel Atmosphäre verliehen“ habe.